# 佩蒂斯鎮區 (密蘇里州普拉特縣)
佩蒂斯鎮區（英語：Pettis Township）是位於美國密蘇里州普拉特縣的一個行政鎮區。

## 地方資料
佩蒂斯鎮區的面積為17.90平方千米，當中陸地面積為17.18平方千米，而水域面積為0.71平方千米。根據2020年美國人口普查的數據，當地共有人口5760人，而人口密度為每平方千米321.79人。